# Eudemão (correspondente de Isidoro)
Eudemão (em latim: Eudaemon; em grego: Ευδαιμων; romaniz.: Eudaimon) foi um escolástico bizantino do século V. Foi destinatário de uma carta de Isidoro de Pelúsio, importante asceta do Egito.